# Fredrikstad FK
El Fredrikstad FK, también conocido como «Aristokratene» o simplemente «FFK», es un club de fútbol noruego fundado en 1903 ubicado en Fredrikstad, Noruega. Actualmente compite en la Eliteserien (Primera categoría noruega).
El Fredrikstad FK es uno de los equipos con mayor tradición e historia del fútbol noruego, y el más laureado a nivel nacional hasta mediados de los años 90s.

## Historia
El Fredrikstad Fotballklubb fue fundado el 7 de abril de 1903. Mientras que otros clubes antiguos eran añadidos sobre clubes existentes de otros deportes como esquí o atletismo, el FFK fue el primer club de Noruega centrado enteramente en el fútbol, comenzando por el Amateurismo. 
Encontrar rivales en aquella época era complicado. H.W. Kenworthy, inglés residente en la vecina ciudad de Sarpsborg tras acudir a un entrenamiento del FFK promueve la formación del Sarpsborg FK el 8 de mayo de 1903, jugando el año siguiente el primer partido entre ambos equipos en Sarpsborg ante 600 espectadores, con resultado de 0-4 para el Fredrikstad FK.
En 1932, consigue el primer título de Copa de Noruega, tras derrotar en semifinales al Mjøndalen por 3-0 ante un récord de 9000 espectadores. En la final se impone al Ørn Horten por 6-1. Este título es el comienzo de una época brillante y de mucho éxito, en la que consigue otros 4 títulos de Copa de Noruega y dos de la recién creada Liga Noruega de Fútbol (primer campeón de Liga), incluyendo un doblete, convirtiéndose en el primer equipo noruego en conseguirlo, y lo logró en las primeras dos ediciones. 
Tras el paréntesis de la Segunda Guerra Mundial, sin competiciones oficiales, el fútbol se hizo más popular que nunca, y el Fredrikstad consiguió un nuevo récord de espectadores en la semifinal de copa de 1945 frente al Sarpsborg FK, siendo esa una de las 3 finales en 4 años, todas ellas sin conquistar el título. La racha se rompió con la consecución del tercer título de Liga Noruega de Fútbol en 1949, terminando de manera impecable el Campeonato. 
Los años 1950 y años 1960 fueron muy exitosos para el Fredrikstad FK. El club consiguió seis títulos de Liga Noruega de Fútbol (y 7 subcampeonatos) y 4 títulos de Copa de Noruega, incluyendo su segundo doblete en 1957. En el año 1961 cabe destacar, eliminó al Ajax de Ámsterdam en la Copa de Europa, y se convierte en el primer equipo noruego y de Escandinavia en eliminar a otro en competiciones europeas. 
Sin embargo tras estos éxitos el club entró en un periodo de decadencia. Mientras otros clubes daban un paso hacia el profesionalismo, el FFK mantenía una estructura más amateur. Y aunque se llegó a la final de la Copa de Noruega en 1971 (derrotados por un incipiente Rosenborg), dos años después descendía por primera vez en su historia. En 1975 se conseguía el ascenso, pero para descender nuevamente dos años después.
Esta dinámica de ascensos y descensos continuó hasta 1984, año en que se consigue el título de Copa de Noruega pero se vuelve a descender esta vez de forma más duradera.
En 1992 el Fredrikstad FK desciende a la Tercera División Noruega, de la que no saldría hasta 2002.
La vuelta a la élite del FFK, se atribuye en gran medida a Knut Torbjørn Eggen, quien introdujo un cierto grado de profesionalismo en el club. Durante su estancia desde 2001 hasta finales de 2006 Knut Torbjørn Eggen lideró el equipo hasta su primer título en más de 2 décadas. En 2002 se asciende de la Tercera División Noruega a la Adeccoligaen, y en 2003 el año de su centenario se asciende a la Tippeligaen, consiguiendo en 2006 su undécima Copa de Noruega, y poco tiempo después volvió a descender pero de la mano de una en ese entonces joven estrella y desconocido como lo es el costarricense Celso Borges, hicieron una temporada de ensueño y logró ascender nuevamente.

## Uniforme
- Uniforme titular: Camiseta blanca, pantalón rojo y medias blancas.
- Uniforme alternativo: Camiseta, pantalón y medias negras.

En sus primeros años la equipación del Fredrikstad FK cambió frecuentemente (hasta 7 veces desde 1903 hasta 1927. Empezó siendo a rayas azules y blancas con pantalón negro. Tras dos años se pasó a camiseta blanca y pantalones azules. En 1910 se utilizó una blanca y verde de cara a la primera semifinal de la copa noruega.
Finalmente, la equipación actual se empezó a utilizar tras un partido entre Noruega y Polonia en el estadio del Fredrikstad el 7 de octubre de 1926. El Fredrikstad quería utilizar los colores de Polonia y se envió una carta a la Asociación Polaca de Fútbol solicitando permiso. La Asociación Polaca de Fútbol dio su permiso y el 17 de marzo de 1927 de decidió oficialmente que esa sería la equipación original del Fredrikstad FK que se mantiene hasta el día de hoy.
Desde entonces la equipación ha cambiado muy poco, pasando sólo las medias de ser blanquirrojas a blancas únicamente en 1997.

## Estadio

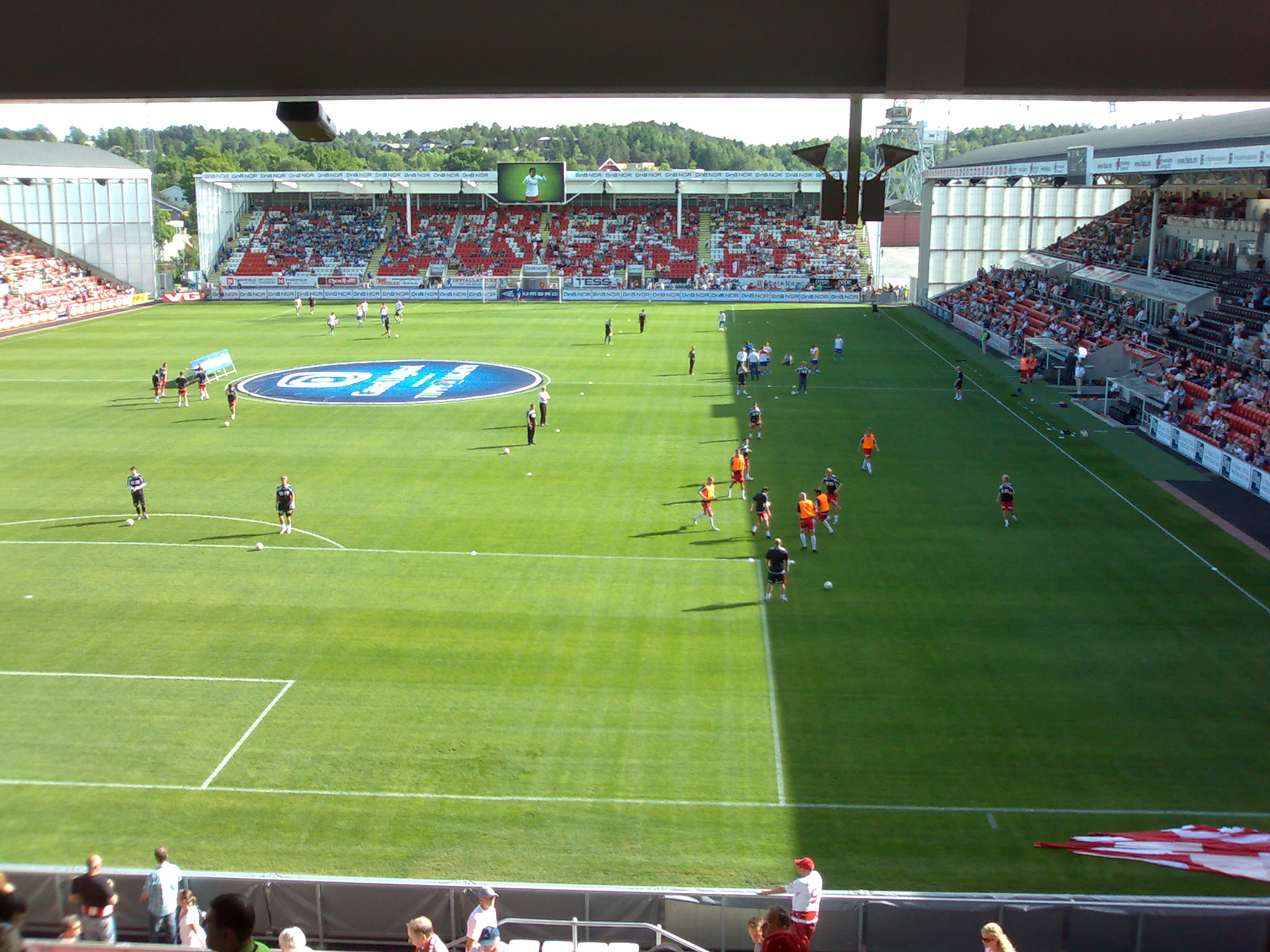
Fredrikstad Stadion, ubicado en Fredrikstad, Noruega. Inaugurado en 2007.

El Fredrikstad FK juega sus partidos en el Fredrikstad Stadion inaugurado en 2007 y con una capacidad de 12 500 espectadores.
Hasta 2007 el Fredrikstad FK jugaba sus partidos en el antiguo Nye Fredrikstad stadion, inaugurado en 1914. El récord de asistencia se estableció en 1956 con 15 534 espectadores en un encuentro contra el Larvik Turn & IF. La última remodelación del Nye Fredrikstad stadion fue en 2004, dejando la capacidad en 10 500 espectadores.
Para la temporada 2007 se inauguró el Fredrikstad Stadion, construido en lo que un día fue el mayor astillero de la Península Escandinava, y uno de los de más capacidad de la Categoría. 

## Récords
- Mayor victoria como local: 10-0 al Odd Grenland BK, 20 de agosto de 1961
- Mayor victoria como visitante: 10-0 al Hadeland Fotball, 7 de julio de 2002
- Mayor derrota como local: 0-5 frente al Vålerenga IF, 23 de agosto de 1992
- Mayor derrota como visitante: 3-9 frente al Strømsgodset IF, 11 de mayo de 1972
- Mayor número de espectadores, Fredrikstad stadion: 15 534 contra el Larvik Turn & IF, 9 de septiembre de 1956
- Mayor media de espectadores, temporada: 11.798, : Temporada 2007
- Más partidos disputados, total: 325, Reidar Lund 1972-1984
- Más partidos disputados, liga: 273, Atle Kristoffersen 1982-1997
- Más goles anotados, total: 147, Per Kristoffersen 1956-1968
- Récord a mayor número de espectadores en un partido de Liga: 15.340
- Mayor número de espectadores en un partido de Copa: 15.000
- Primer equipo de Escandinavia (Noruega) en eliminar a un equipo de otro país en partidos de Copa Europea, eliminando al Ajax de Ámsterdam : 1960-61.
- Primer Equipo de Noruega en conseguir el doblete de Liga y Copa: 1937-38.
- Primer Campeón del Fútbol Noruego, consiguiendolo 2 veces de manera consecutiva.
- En los años 1937-42, el Fredrikstad FK era el club más ganador de Noruega hasta ese entonces.

## Jugadores

### Números retirados
8:  Dagfinn Enerly, DEL (2004-05)

## Entrenadores
- 1946: Stan Cullis
- 1960: Rolf Johannessen
- 1961-1962: Ferdinand Schaffer
- 1964: Frank Soo
- 1966-1967: Bjørn Spydevold
- 1971-1973: Arne Pedersen
- 1977: Roar Johansen
- 1980: Huib Ruigrok
- 1982-1983: Tony Knapp
- 1984-1985: Per Mosgaard
- 1986-1987: Reine Almqvist
- 1989-1992: Øyvind Nilsen
- 1993: Frode Hansen
- 1994-1995: Lars-Olof Mattsson
- 1996-1997: Alf Gustavsen
- 1998-1999: Bjarne Rønning
- 2000: Håkan Sandberg
- 2000: Johnny Jonassen
- 2001: Glenn Rostad
- 2002-2004: Knut Torbjørn Eggen
- 2004-2005: Egil Olsen
- 2005-2006: Knut Torbjørn Eggen
- 2007-2009: Anders Grönhagen
- 2009-2009: Tom Nordlie
- 2010-2012: Tom Freddy Aune
- 2012: Trond Amundsen
- 2013-2013: Lars Bakkerud
- 2013-2015: Håkon Wibe-Lund
- 2015: Jan Tore Ophaug
- 2015-: Arne Erlandsen

## Palmarés

### Torneos nacionales (22)
- Tippeligaen (9): 1938, 1939, 1949, 1951, 1952, 1954, 1957, 1960, 1961.
- Copa de Noruega (12): 1932, 1935, 1936, 1938, 1940, 1950, 1957, 1961, 1966, 1984, 2006, 2024.
- Primera División de Noruega (1): 2023

## Participación en competiciones de la UEFA
- Copa de Europa: 3 apariciones

1961: segunda ronda
1962: primera ronda
1963: primera ronda
- Recopa de Europa: 3 apariciones

| 1968: primera ronda | 1973: primera ronda | 1986: primera ronda |

- Liga europea de la UEFA: 3 apariciones

1974: primera ronda
2008: segunda ronda clasificatoria
2010: tercera ronda clasificatoria

### Récord europeo
| Temporada | Torneo             | Ronda            | Club           | Casa | Visita | Global |
| --------- | ------------------ | ---------------- | -------------- | ---- | ------ | ------ |
| 1960-61   | Copa de Europa     | Preliminar       | Ajax           | 4-3  | 0-0    | 4-3    |
| 1960-61   | Copa de Europa     | 1                | Aarhus GF      | 0-1  | 0-3    | 0-4    |
| 1961-62   | Copa de Europa     | Preliminar       | Standard Liège | 0-2  | 1-2    | 1-4    |
| 1962-63   | Copa de Europa     | Preliminar       | Vasas          | 1-4  | 0-7    | 1-11   |
| 1967-68   | Recopa de Europa   | 1                | Vitória        | 1-5  | 1-2    | 2-7    |
| 1972-73   | Recopa de Europa   | 1                | Hajduk Split   | 0-1  | 0-1    | 0-2    |
| 1973-74   | Copa UEFA          | 1                | Dynamo Kiev    | 0-1  | 0-4    | 0-5    |
| 1985-86   | Recopa de Europa   | 1                | Bangor City    | 1-1  | 0-0    | 1-1    |
| 2007-08   | Copa UEFA          | Clasificatoria 2 | Hammarby       | 1-1  | 1-2    | 2-3    |
| 2009-10   | UEFA Europa League | Clasificatoria 3 | Lech Poznań    | 1-6  | 2-1    | 3-7    |